# Bryum cadetii
Bryum cadetii là một loài rêu trong họ Bryaceae. Loài này được Bizot & Onr. mô tả khoa học đầu tiên năm 1974.